# Inkasso (film)
Inkasso er en action/komedie film af Lasse Spang Olsen fra 2004.
Filmen handler om den tidligere bokser og nu træner Claus (Kim Bodnia), der for at få råd til et boksecenter, lånte nogle penge, og som nu arbejder for et inkassofirma sammen med sin ven Kaja, for at få få pengene tilbage.
En dag da han skal skaffe penge fra ludomanen Laura (Iben Hjejle), der ikke er i stand til at betale penge. Han forelsker sig i hende.
Da Laura stjæler alle de penge Claus skulle aflevere, er han i problemer, men Holger (Ole Ernst) vil tilgive ham, hvis han kan sørge for, at en af hans bokseelever, Omar (René Dif), taber en vigtig boksekamp.
Selvom det lykkes for Laura og Claus at drikke Omar fuld, vinder han alligevel boksekampen, så de må nu flygte fra Holger og hans kumpaner.

## Medvirkende
- Iben Hjejle - Laura
- Kim Bodnia - Claus
- Ole Ernst - Holger, Claus' chef
- René Dif - Omar, bokser
- Allan Olsen - Kaje, Claus' ven
- Erik Clausen - Harry, ejer af spillebule
- Casper Christensen - Flemming, hundefrisør
- Jens Jørn Spottag - Søren, Lauras kæreste
- Kjeld Nørgaard - Willy, 'resturante'-ejer
- Klaus Bondam - Sune, Lauras chef
- Brian Nielsen - Brian Nielsen, gorilla
- Martin Spang Olsen - Tonny, Holgers hjælper
- Freya Møller-Sørensen - Sille, Lauras kollega
- Claire Ross-Brown - Lauras kollega